# Tvillinghoppspindel
Tvillinghoppspindel (Sitticus inexpectus) är en spindelart som beskrevs av Logunov, Kronestedt 1997. Tvillinghoppspindel ingår i släktet Sitticus och familjen hoppspindlar. Enligt den svenska rödlistan är arten nära hotad i Sverige. Arten förekommer på Gotland och Öland. Artens livsmiljö är havsstränder, våtmarker, jordbrukslandskap. Inga underarter finns listade i Catalogue of Life.